# SPECTRE
SPECTRE (acrônimo do inglês: SPecial Executive for Counter-intelligence, Terrorism, Retaliation and Extortion) é uma organização criminosa fictícia, presente no universo dos livros e filmes do agente secreto James Bond, que tem como líder o terrorista bilionário Ernst Stavro Blofeld. Tanto o espião quanto a organização e seu fundador e líder são criações do escritor britânico Ian Fleming.
Sem estar alinhada a qualquer nação, bloco de países ou ideologia política, a organização multinacional, que se iniciou nos livros por um pequeno grupo de criminosos, transformou-se no cinema numa vasta teia internacional do crime e do terror com sua própria ilha de treinamentos, com o intuito de substituir a organização secreta soviética SMERSH.

## História

### Literatura
Nos livros de Fleming a SPECTRE é uma empresa comercial de propriedade de Blofeld baseada em Paris. Seus comando de alto-escalão é formado por 21 pessoas, das quais 18 cuidam das atividades do dia-a-dia, reunidas em grupos de três, pertencentes a seis das mais notórias organizações criminais do mundo: Gestapo, SMERSH, a polícia secreta do general Josip Broz Tito – OZNA, Máfia, União Corsa e uma grande quadrilha de tráfico de heroína baseada na Turquia.
Ela aparece primeiramente no livro Thunderball, lançado em 1961 e o nono escrito por Fleming, em 1959. Nesta época, o escritor acreditava que a Guerra Fria estaria terminada até que o livro fosse transformado em filme, fazendo com que ele pudesse ficar datado; assim, preferiu criar como vilã da história uma organização neutra, apolítica, para ser a inimiga de Bond. Ela tem elementos inspirados por sindicatos da máfia e círculos do crime organizado que eram ativamente caçados pela polícia nos anos 50. Os severos códigos de lealdade e silêncio com as duras consequências em caso de violação, eram marcas registradas da Máfia, da União Corsa, da organização criminosa japonesa Yakuza e da chinesa Tríade.
SPECTRE aparece mais três vezes nos livros: em The Spy Who Loved Me  onde é descrita por 007 quando ele investiga as atividades da organização em Toronto no início do livro; em On Her Majesty's Secret Service quando Blofeld é contratado por um país não mencionado para destruir a agricultura da Grã-Bretanha; e em You Only Live Twice, quando Bond e o MI-6 enfrentam uma SPECTRE mais enfraquecida.

### Cinema
Nos filmes a SPECTRE sempre atua como uma terceira parte durante a Guerra Fria. O objetivo da dominação mundial é citado pela primeira vez em Com 007 Só Se Vive Duas Vezes (1967), quarto filme em que ela aparece. Na história ela não trabalha para si, mas para algum país asiático não mencionado – talvez a China, patrocinadora de Goldfinger num filme anterior – que é representado por dois homens que tem contato com Blofeld durante o filme; é também o primeiro filme em que o rosto de Blofeld aparece na tela, na pele do ator Donald Pleasence. Em filmes anteriores, os objetivos da organização parecem ser bem menos ambiciosos.
Sua estratégia de longo prazo, porém, é ilustrada pela analogia dos três peixes siameses de briga que Blofeld mantém num aquário em Moscou contra 007. Ele nota que um dos peixes evita entrar na luta dos outros dois até que a luta esteja terminada; então aquele peixe esperto ataca o enfraquecido sobrevivente e o mata facilmente. Então a principal estratégia da SPECTRE é instigar o conflito entre as superpotências esperando que elas se esgotem para então atacar o poder; neste contexto, a SPECTRE trabalha contra, e a favor, dos dois lados durante a Guerra Fria. Em 007 contra a Chantagem Atômica, por exemplo, ela distribui narcóticos chineses nos Estados Unidos, mata um desertor francês que foge para a URSS em benefício do Ministério das Relações Exteriores da França e chantageia a OTAN com o roubo de armas nucleares.
Tanto neste filme quanto no livro, o quartel-general físico da SPECTRE fica em Paris, sob uma organização de fachada de ajuda a refugiados chamada Firco nos livros e International Brotherhood for the Assistance of Stateless Persons nos filmes. A disciplina dentro da organização é draconiana sendo a pena de morte o castigo usado para qualquer falha ou desobediência. Além disso, de maneira sádica, para aumentar o impacto das execuções, Blofeld sempre escolhe focar a atenção num membro inocente da quadrilha, fazendo parecer que sua morte é iminente, para subitamente voltar sua atenção ao verdadeiro culpado e matá-lo quando ele está com a guarda relaxada, como faz em Moscou contra 007.
Depois de uma última aparição em 007 Os Diamantes São Eternos (1971) e uma breve aparição solitária de Blofeld  em 007 Somente Para Seus Olhos (1981) – sem ser nomeado mas acompanhado de seu indefectível gato persa – especulações surgiram de que a SPECTRE voltaria aos filmes na era de Daniel Craig como James Bond. Em vez disso, em seus dois primeiros filmes o Bond de Craig luta contra uma organização similar mas de nome diferente e num enredo mais realista, a Quantum. A SPECTRE voltou finalmente aos filmes de Bond, em 2015, em 007 contra SPECTRE, pela primeira vez com seu nome no título do filme.
Fora da série oficial da EON, ela tmbém apareceu no cinema em 1983, na refilmagem de Thunderball, com Sean Connery como James Bond, em Never Say Never Again.

#### Filmes
- 1962 – 007 contra o Satânico Dr. No / Agente Secreto 007(Dr. No)
- 1963 – Moscou contra 007 / 007 - Da Rússia com amor (From Russia With Love)
- 1965 – 007 contra a Chantagem Atômica / 007 - Operação Relâmpago (Thunderball)
- 1967 – Com 007 só se Vive Duas Vezes / 007 - Só Se Vive Duas Vezes (You Only Live Twice)
- 1969 – 007 - A Serviço Secreto de Sua Majestade / 007 - Ao Serviço de Sua Majestade (On Her Majesty's Secret Service)
- 1971 – 007 - Os Diamante São Eternos (Diamonds Are Forever)
- 1981 – 007 Somente para seus Olhos / 007 - Missão Ultra-secreta (For Your Eyes Only) sendo aqui na sequencia pré-créditos como uma continuação dos filmes de 1969 e 1971 e que seria a morte de Ernst Stavro Blofeld
- 1983 – 007 - Nunca Mais Outra Vez / Nunca Mais Digas Nunca (Never Say Never Again)
- 2015 – 007 contra Spectre / 007 - Spectre (SPECTRE). Nesse filme que não faz parte da antiga continuidade, Blofeld e a SPECTRE retornam, em uma adaptação mais realista.
- 2021 - 007 - Sem Tempo para Morrer (No Time to Die)

## Liderança
A SPECTRE é dirigida por seu fundador, o supervilão Ernst Stavro Blofeld, que normalmente aparece segurando um gato persa branco nos filmes, mas não nos livros. Emilio Largo é o segundo em comando. No livro Thunderball fica estabelecido que Largo é o substituto eventual de Blofeld no comando caso algo aconteça ao líder. Os números dos membros da organização são inicialmente dados de maneira aleatória e trocados a cada mês para prevenir detecção. Durante Thunderball, Blofeld, o líder, está com o nº2 enquanto Largo tem o nº1.
Nos filmes, o número mostra a hierarquia interna: Blofeld é sempre o nº1 e Largo, em Chantagem Atômica, o nº2. A direção da organização tem 21 membros; Blofeld é o líder por ser o fundador e Largo o segundo em comando por eleição do comitê diretor. Em Never Say Never Again, Fatima Blush, capanga de Blofeld e Largo nesta refilmagem de Thunderball, tem o nº 12.

## Direitos autorais
A SPECTRE e seus personagens sempre estiveram no meio de uma longa disputa judicial, iniciada entre Ian Fleming e Kevin McClory em 1961 e que também envolveu os direitos sobre o filme Thunderball e a propriedade dos personagens, dado que a história foi primeiro escrita a três mãos – Fleming, McClory e Jack Whittingham, crítico e roteirista – como roteiro para um filme e só depois transformada em livro (o livro, escrito em 1959, foi publicado em 1961 e o filme só foi produzido em 1965). Em 1963, um acordo feito fora dos tribunais entre os dois, deu a Fleming os direitos sobre o livro e a McClory os direitos sobre o filme. Isto permitiu que após a morte de Fleming o escritor John Gardner, oficialmente encarregado de escrever novos contos sobre Bond, pudesse usar a SPECTRE em seus livros.
Em 1963, os produtores da EON Albert "Cubby" Broccoly e Harry Saltzman fizeram um acordo com McClory para transformar o livro de Fleming no quarto filme de James Bond, estipulando que McClory não poderia fazer sozinho um novo filme sobre a mesma história pelos próximos dez anos (em 1983 ele o faria com o nome de Never Say Never Again, com Sean Connery, que havia abandonado o papel doze anos antes, como Bond). Apesar da SPECTRE aparecer em vários filmes antes e depois de Thunderball, a organização e seus personagens foram proibidos de ser mencionados em 007 O Espião que me Amava (1977), que, por outro lado, teve uma história completamente diferente do livro original.
Em 1988, a MGM e a United Artists entraram com uma ação judicial contra McClory e a Sony Pictures nos Estados Unidos, para impedir que eles levassem adiante a filmagem de Warhead 2000 AD, filme baseado na mesma história de Thunderball ; o assunto acabou resolvido fora dos tribunais mediante um acordo entre as duas produtoras, sem a realização do filme. Ironicamente, anos depois a Sony comprou parte da MGM e hoje é a distribuidora oficial dos filmes de James Bond.
Em 15 de novembro de 2013, mediante um acordo feito entre o espólio de McClory, a MGM e a Danjaq LLC – dos herdeiros de Broccoli – a organização e todos os seus personagens passaram a ser de propriedade das duas produtoras. Com isso, em 2015 foi lançado o 24º filme oficial da série com o nome da organização em seu título, 007 contra SPECTRE.